# Guillaume Navoigille
Guillaume Navoigille, konstnärsnamn för Guillaume Joseph Chevalier, född 1745 i Givet, död i november 1811 i Paris, var en fransk violinist och tonsättare. Han var bror till Julien Navoigille.
Navoigille studerade tonkonsten i Paris, där en lycklig slump förskaffade honom bekantskap med en förnäm venetianare, som fattade tillgivenhet för honom och för hans vackra talang, tog honom hem till sig, och gav honom det namn, varunder han gjorde sig känd. Sedermera införde Monsigny honom i hertigens av Orléans hus. Efter dennes död levde han av sin konst, i vilken han förvärvat sig ett hedrande namn som orkesteranförare, genom sitt dirigerande av den Olympiska logens på den tiden berömda konserter, för vilka Haydn skrev sex symfonier. Navoigille är enligt Fétis tonsättare till Rouget de l'Isles sång, Marseljäsen. Under hans namn sjöngs den i Paris, samt blev där utgiven under följande titel: Marche des Marseillais, paroles de citoyen Rouget de l'Isle, musique du citoyen Navoigille et cetera.